# Василије Јовановић (књижевник)
Василије Јовановић (Земун, 29. децембра 1792— Београд, 1867) био је српски учитељ и књижевник. 

## Биографија
Родио се у Земуну и ту завршио основну школу, након чега је радио као трговац. Тада је то био врло уобичајени пут и бављење трговином је најчешће био први корак након школовања. Једни су настављали да се њоме баве, док је другима служила као полазна тачка за даље напредовање. Међутим, Василија трговина није превише интересовала, више се бавио књигама и књижевношћу. Одлучио је да оде у Карловце на богословију, међутим по свој прилици је није завршио. То видимо на основу тога што није постао ни поп, а није се ни замонашио, иако је био искушеник у манастиру Гргетегу, али му се тамо није допало. Вратио се у родни Земун где је 1812. постао учитељ и где му је старешина био прота Јефтимије Ивановић. Са протом Лазаром Савићем био је сличних година и интересовања и били су блиски пријатељи.

## Књижевни рад
Поред посла учитеља бавио се и књижевношћу, коју је посебно волео. Написао је једно позоришно дело издато у  Будиму 1831. године Светолик и Лепосава, чији је пун назив био Светолик и Лепосава, једна романтическа повјест из времена Стевана Душана Силног, првог императора српског. Књига је имала доста добар одјек, тако да је штампано и друго издање о трошку Антонија Живановића 1868. године, а треће је штампано 1891. у Новом Саду издањем књижаре браће Поповић. Јован Ђорђевић, потоњи управник Српског народног позоришта, причао је како је ово дело имало јако велики утицај на њега и његову сестру.
Јоаким Вујић је исто тако био један од поштовалаца рада Василија Јовановића, који му је чак био и помоћник. Јовановић је био тај који је наговорио Вујића да у Земуну организује позоришне представе, што се показало јако корисно и добро. Василије Васиљевић је публику заинтересовао за српску прошлост, која се широј јавности најпре и приближавала преко књижевних или позоришних дела. Он је српску историју приказивао у романтичарском маниру.
Василије Јовановић бележио је народне приповетке, а сем тога забележио је у својој песмарици стотинак народних песама војвођанске народне лирике. Та његова песмарица из 1805. један је од најзначајнијих наших рукописа зборника грађанске лирике. Нека од преведених и оригиналних дела су:
- Сигфриг и Геновева превод са немачког језика 1830,
- Историја Великог Петра, првог императора и самодржца Русије, превод 1831,
- Духовна жертва превод са руског 1844,
- Совјет родитељски 1845,
- Многострадална генонева, једно жалосно позориште у пет дествија, друго издање 1851,
- Војислав краљ србски или Раздор браће о краљевини, драматическа повјест 1852,
- Историја о разеренију Троје 1852,
- Момчило војвода краља Дечанског или драматическа повјест како се Душан зацарио 1853,
- Нова Милошијада или Освозбоденије Сербије од несносног ига турског 1833,
- превод Ромеа и Јулије од немачког писца Вајса 1829.

Треба напоменути  да је Васиљевић био први Србин који је написао буквар за српску децу Вуковим правописом.
Василије је неоспорно својим радом оставио великог трага на просвету и књижевност свог доба, а и после њега. 